# Pierre-Marcelin Lachièze
Pour les articles homonymes, voir Lachièze.
Pierre-Marcellin Lachièze, né à Martel le 24 juin 1807 et mort le 23 novembre 1885 dans la même ville, est un avocat et journaliste français, qui est un des fondateurs et rédacteurs du journal Le Radical du Lot.

## Biographie
Il était le petit-fils de Pierre Lachièze (1743-1818), qui eut des responsabilités politiques sous la Révolution et le Consulat. 
Avocat, Pierre-Marcellin Lachièze fonda en 1837 un journal républicain : Le Radical du Lot qui eut souvent à soutenir des procès d'opinion sous la monarchie de Louis-Philippe Ier. Il polémiqua en 1850 contre les socialistes et soutint quelque temps Louis-Napoléon Bonaparte (futur Napoléon III) avant de revenir au camp républicain.
Pierre-Marcelin Lachièze avait le projet de publier un ouvrage intitulé Le Code des Communes, pour lequel fut lancée une souscription en 1846, mais le livre ne parut finalement pas.
Son fils Albert Lachièze fut député du Lot (1889-1906) et maire de Martel de 1877 à 1925.   

## Sources
- L. Lachièze-Rey, Pierre Lachièze (1743-1818) sa jeunesse et les débuts de sa carrière politique, Mémoire de maîtrise d'histoire, Toulouse, 1972.